# غونزالو هيريرا
غونزالو هيريرا (بالإسبانية: Gonzalo Herrera)‏ هو لاعب كرة قدم أرجنتيني في مركز الدفاع، ولد في 14 مارس 1997 في الأرجنتين. لعب مع أتلتيكو أتلانتا.

## وصلات خارجية
- غونزالو هيريرا على موقع قاعدة بيانات كرة القدم.إي يو (الإنجليزية)
- غونزالو هيريرا على موقع Soccerway.com (الإنجليزية)